# Реликварий

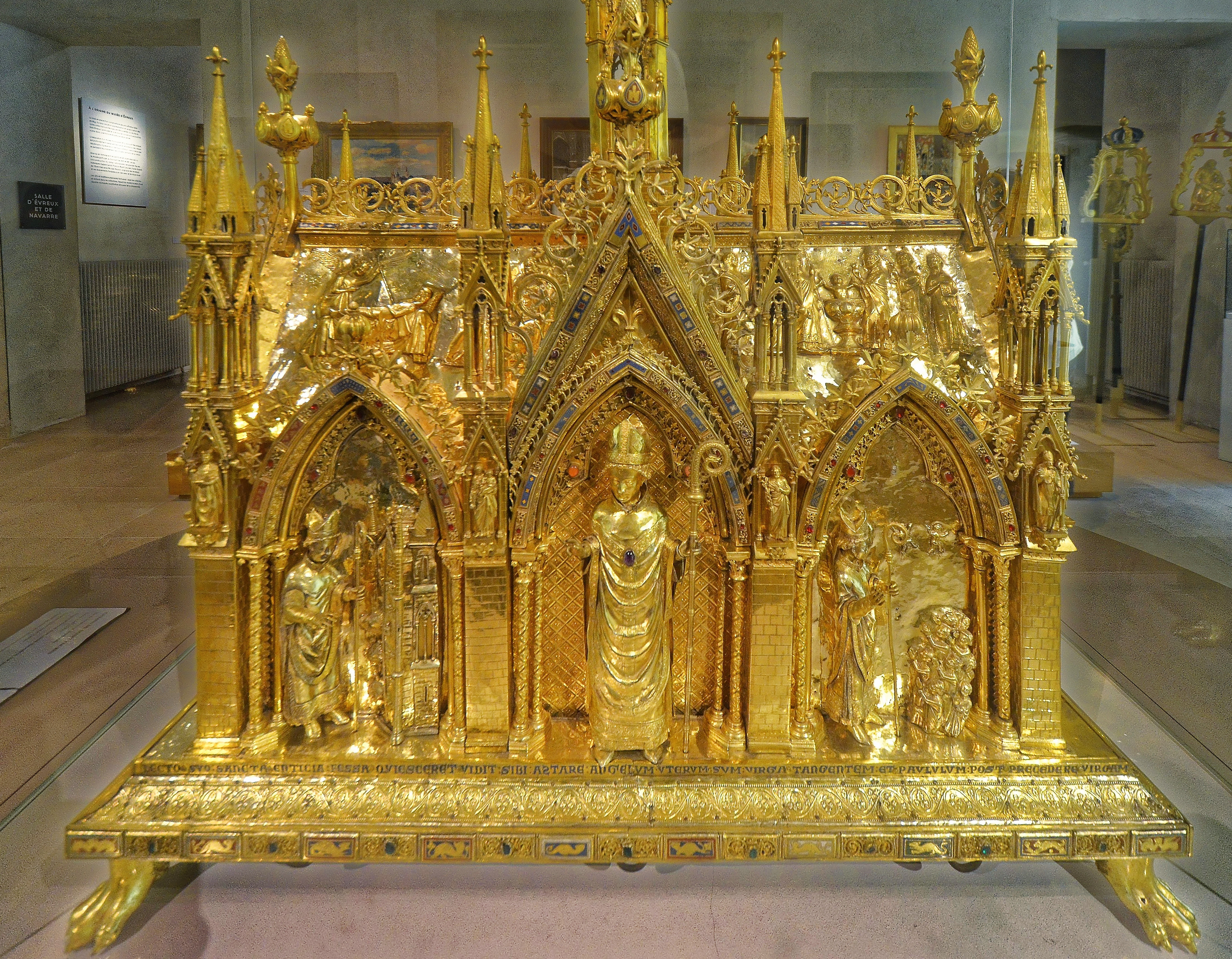
Ковчег Св. Таурина. Церковь святого Таурина. Эврё, Нормандия

Реликва́рий (лат. reliquarium, от лат.  reliquiae — останки, прах, наследие) — вместилище для хранения ценных реликвий, имеющих сакральное значение. Почитание реликвий развито в христианстве, но принято также в индуизме, некоторых формах буддизма и в других религиях. В русской церкви чаще используют названия рака, или мощевик, мощевник, в котором хранятся нетленные мощи. Реликварием может быть наперсный крест, заключающий в себе частицы святых мощей.

## История
В античности схожие предметы называли: саркофаг, сорос, оссуарий, погребальная урна. В средневековье — мирелион (др.-греч.  μύρελιον) — сосуд для хранения миро и иных целебных веществ. Ближайший прототип средневекового реликвария —  наос  (греч. ναός — домик, жилище божества) — в архаической Греции, — святилище в виде деревянного ящика, в котором хранили статуэтку божества. Такой «домик» имел двускатную крышу и раскрывающиеся дверцы. Наосы устанавливали на специальной ладье. Наос с открытыми дверцами символизировал пребывание божества на небе. Позднее наосом стали называть нишу для культовой статуи.
Ещё один прототип — античный филактерий (др.-греч.  φυλακτήρια — охранитель, защитник, оберег, амулет). Такие амулеты носили на шее для защиты от злых духов. У римлян филактерий —золотой знак, который прикрепляли наподобие лабарума к древку легиона. Его называли также «знаком спасения» (лат. alexema или "победоносным трофеем (лат. niceticon tropaeum). Позднее филактерий на древке стал императорской регалией. У иудеев — тфилин. В христианском средневековье филактерием называли небольшой ковчег для хранения святых мощей, которым приписывали чудодейственные лечебные свойства. Такие филактерии посвящали Св. Иоанну Крестителю, покровителю ордена госпитальеров, многие члены которого были целителями больных и страждущих. Подобные реликварии традиционно изготавливали лотарингские мастера — деревянный ковчег облицовывали медными позолоченными пластинами с эмалевыми вставками, изображающими сцены из жизни Св. Иоанна Крестителя и истории ордена.

## Монументальные и архитектонические реликварии
История реликвариев тесно связана с возникновением храмов-памятников над местами погребений первых христианских мучеников — мартириями. Такие памятники строили в форме ротонд или наподобие античных мавзолеев — центрическими купольными сооружениями, иногда с внутренними колоннадами. Например: мавзолей Санта-Костанца (340—345) или церковь Санто-Стефано-Ротондо (468—483) в Риме. Таким образом, многие церкви, капеллы, санктуарии превращались в своеобразные монументальные реликварии. Огромным реликварием является Сантуарио делла Санта Каза — монументальное сооружение, «храм в храме» над Святой хижиной (Домом Богоматери из Назарета) в итальянском городе Лорето (1509—1587). Монументальным реликварием является «Капелла Святой Крови» в нидерландском городе Брюгге. В качестве монументального реликвария была задумана и возведена Людовиком Святым в 1242—1248 годах Королевская капелла — Сент-Шапель в Париже для хранения реликвий, вывезенных крестоносцами из Константинополя. Главной среди них был «Терновый венец, обагрённый кровью Христа».

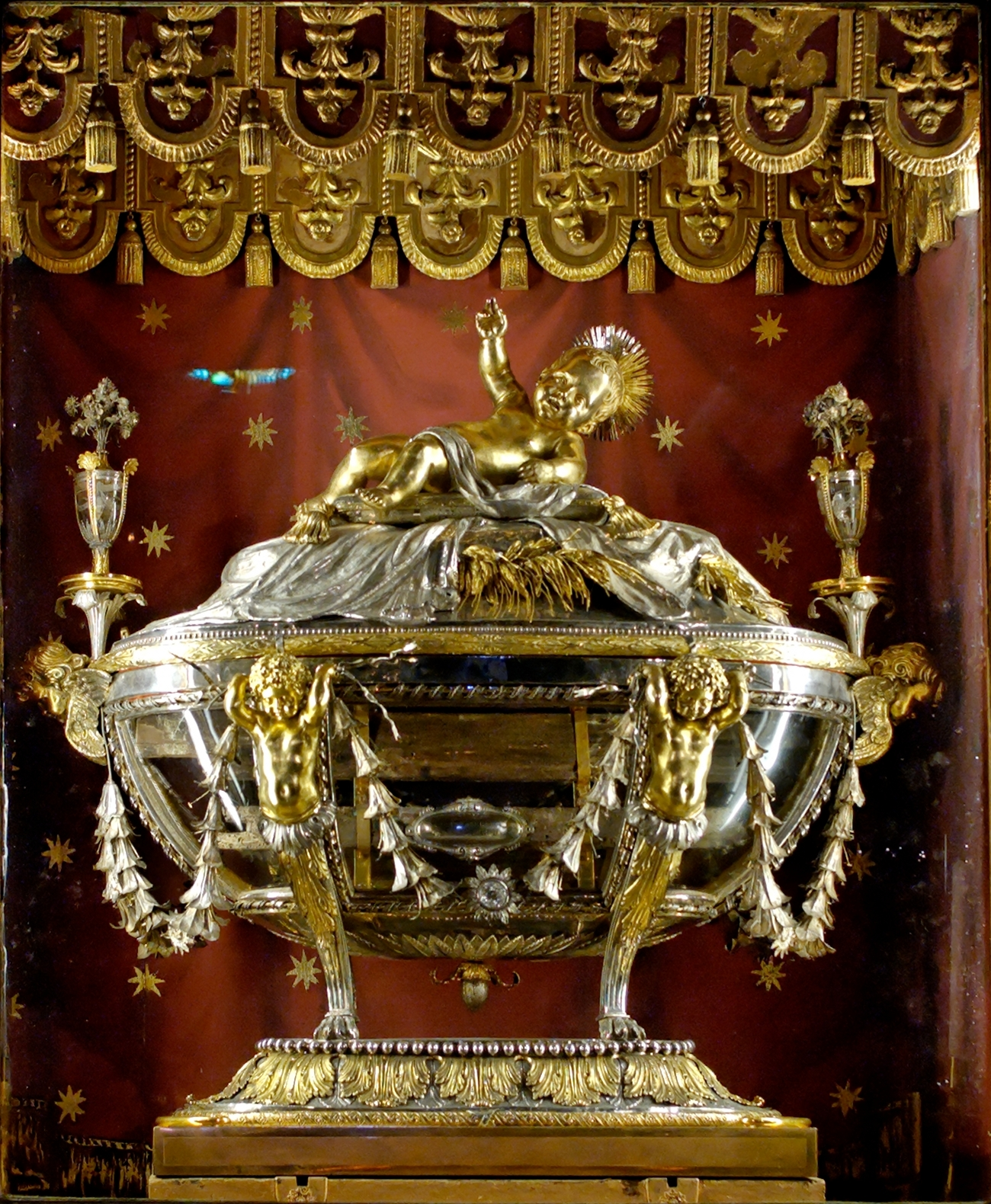
«Святая колыбель» в крипте базилики Санта-Мария-Маджоре. Рим

В крипте мартирия, а затем и любого храма, под алтарём помещали ковчег с мощами святого, которому посвящён храм. Крипта под алтарём с реликвиями патрона (небесного покровителя) храма в западном христианстве называется «конфе́ссио» (лат.  confessio — исповедание, признание). Особое место в истории реликвариев занимает «Sacra Culla» (лат. Sanctа Сunabula — Святая колыбель) в римской базилике Санта-Мария-Маджоре — пять деревянных планок, по преданию, оставшихся от яслей Иисуса Христа в Вифлееме. Реликварий из хрусталя и серебра с частичной позолотой находится в крипте храма под главным алтарём. Изготовлен Джузеппе Валадье в 1802 году.
Многие мартирии воспроизводили композицию кувуклии Храма Гроба Господня в Иерусалиме. Отсюда появление архитектонических реликвариев. В искусстве романского, а затем готического стиля, сформировался принцип миниатюризации, согласно которому алтарь в интерьере храма представляет малое подобие собора, как бы храм в храме, а реликварии, размещаемые на престоле, имеют вид миниатюрного алтаря. Причём этот принцип имел не столько формообразующее, сколько символическое значение. Запрестольным реликварием часто служит табернакль. Реликварии из меди с выемчатой и перегородчатой эмалью в виде миниатюрных храмов традиционно изготавливали в мастерских французского города Лиможа. Другие изделия характерны для златокузнецов Кёльна и долины Рейна.
Традиционные композиции кивориев над алтарями в итальянских храмах восходят к несохранившейся ротонде Воскресения (Анастасис), построенной Св. Еленой, матерью Константина Великого, в 326 году на Голгофе, на месте погребения Христа в Иерусалиме. Так в форме ротонды, маленького храма, — октогона («иерусалима») на восьми колоннах с купольным покрытием — создан киворий над саркофагом с мощами Св. Елены в римской церкви Санта-Мария-ин-Арачели. Именно на этом месте, согласно преданию (что подтверждается раскопками 1963 года), находился «Небесный жертвенник», поставленный императором Октавианом Августом (лат.  Аra Сeli) в память о видении Августу Девы с Младенцем. Эту легенду связали с основанием храма.
К архитектоническим реликвариям относится Рака трёх волхвов (Dreikönigsschrein) в Кёльнском соборе, шедевр средневекового искусства маасской школы. Изготовлен в 1181—1225 годах для хранения мощей «трёх царей», которые, по преданию, приходили с дарами поклониться Младенцу Христу, Ковчег с мощами Карла Великого в Ахенском соборе, сделанный по указу Фридриха Барбароссы после причисления императора к лику святых Римско-католической Церкви в 1165 году, Рака Святой Урсулы в Госпитале Св. Иоанна в нидерландском городе Брюгге в виде готического храма с двускатной кровлей, расписанная знаменитым художником Хансом Мемлингом в 1489 году, рака Святой Анны в Зигбурге, рака Святого Святого Свитберта в Кайзерсверте, рака св. Епифания и Годегарда в Хильдесхаймском соборе, рака св. Елевферия в Турне и многие другие.

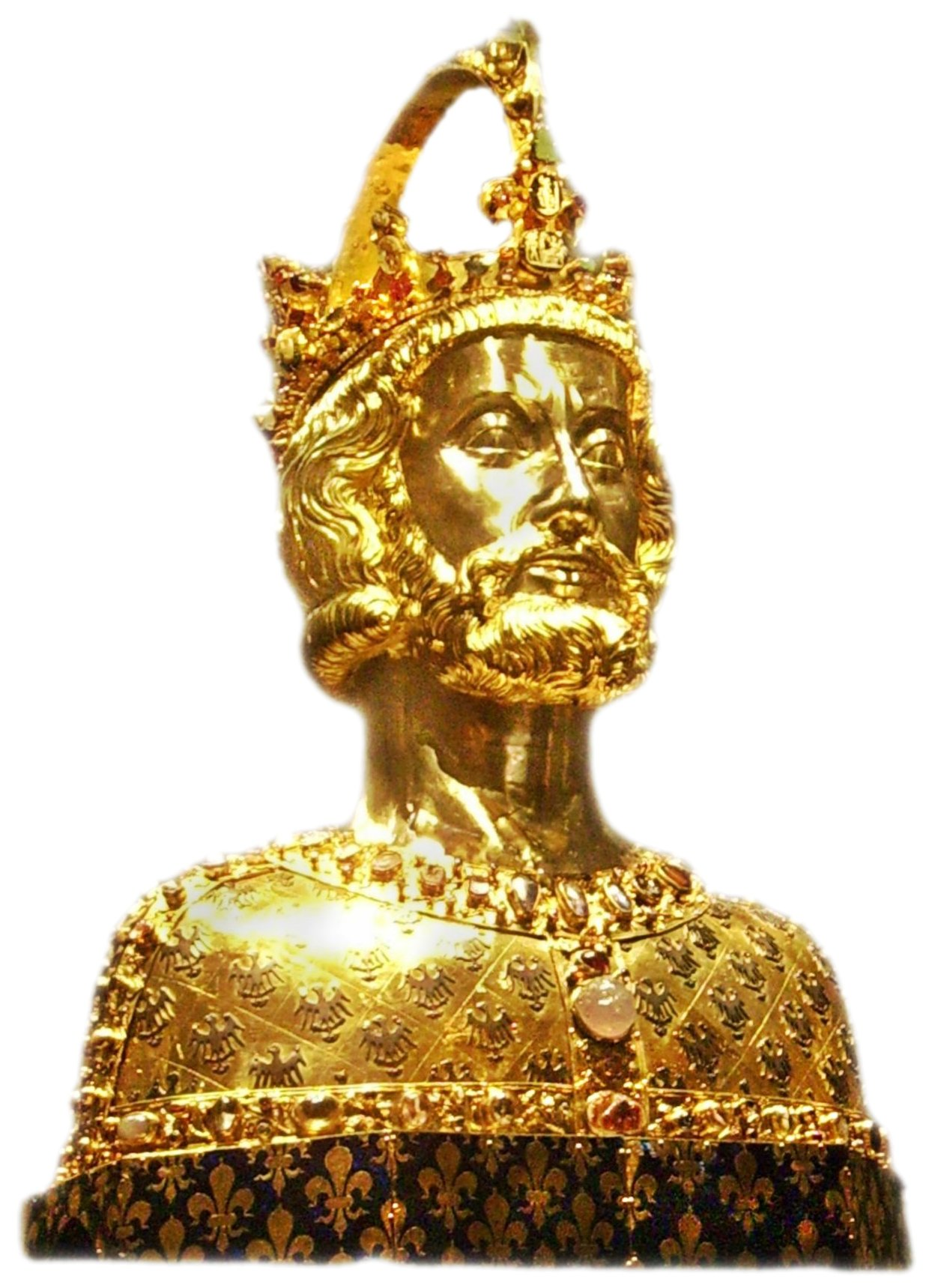
Ковчег с мощами Карла Великого. 1165. Собор в Ахене

Среди разнообразных реликвариев, изготовлявшихся на Руси, известны сионы, чаще архитектонические, по названию города Давида и Священной горы в Иерусалиме. Словом «Сион» называют также храм, который воздвиг царь Соломон, Храмовую гору и, наконец, Небесный Иерусалим. 
Некоторые из сионов, или иерусалимов, сделаны в виде храма-ротонды, они имеют решётчатый верх, и их использовали, вероятно, в качестве паникадила. 
Другие являются литургическими сосудами — дарохранительницами. Их изготавливали из серебра или золота. В символическом смысле они воспроизводят кувуклию храма Гроба Господня в Иерусалиме.
Малый и Большой Сионы храма Св. Софии в Великом Новгороде византийской работы XI—XII века (Новгородский государственный объединённый музей-заповедник) также воспроизводят в миниатюре ротонду Воскресения Св. Елены — киворий с колонками, связанными арками, купольным покрытием с крестом наверху. Подобные сионы часто имеют ажурные решётки и раскрывающиеся дверцы — они свидетельствуют о том, что хранящиеся внутри святыни могут быть видны, но одновременно надёжно сокрыты. Функциональная архитектоника сионов, как и храмового пространства в целом, следует литургическим текстам. В Откровении Иоанна Богослова Небесный Иерусалим описан как город из драгоценных камней и золота (Откр. 21:1—27). Поэтому архитектонические реликварии делали из позолоченного серебра, украшая их эмалями и драгоценными камнями. Постановка сиона на престоле символизирует жертву Христа и одновременно торжество Воскресения. Затворённые дверки реликвария означают погребение Спасителя, а их распахивание после установки на престоле — свершившееся Воскресение.
Сионы на престоле, как и прочие архитектонические реликварии, повторяющие композицию известных готических соборов, церквей, капелл, представляют собой типичную композицию «храма в храме» по принципу уподобления формы и миниатюризации оригинала, но при этом обретающей собственный символический смысл. Так Малый Сион Успенского собора Московского кремля (1486) в виде кубического одноглавого храма (сохранилась гальванокопия в музее Оружейной палаты в Москве), по одной из версий, воспроизводит в миниатюре древнейший Успенский храм, заложенный в 1325 году московским митрополитом Петром, что символизирует «единение русской церкви под эгидой Москвы».
В Александро-Невской лавре в Санкт-Петербурге ранее находилось огромное пирамидальное сооружение (с 1922 года в Санкт-Петербургском Эрмитаже), созданное в правление императрицы Елизаветы Петровны в 1747—1752 годах на Монетном дворе Петропавловской крепости для хранения мощей святого Александра Невского, новгородского князя, победившего шведов в 1240 году на р. Неве. Мощи были перенесены из Владимира в 1724 году Петром Великим в знак освящения новой столицы России. Рисунок выполнил Георг Кристоф Гроот. Эскизы для барельефов, украшающих стенки конструкции, создал Якоб Штелин. Эпитафию сочинил М. В. Ломоносов. Рака представляет собой пятиярусную пирамиду из дерева, облицованную серебром, с трофеями и канделябрами. На вершине пирамиды, на фоне мантии — рельефный портрет князя Александра Невского.

## Выносные реликварии
Особые выносные реликварии, предназначенные для обряда поклонения Святым Дарам во время литургии, а также для процессий со Святыми Дарами, проводимыми на праздник Тела и Крови Христовых именуются в католической церкви монстранциями. В отдельных случаях в середине такого реликвария помещали прозрачный цилиндр, в котором была видна гостия или иная реликвия. Таким монстранцием является ампула (сосуд) с кровью Святого Януария, хранящаяся в крипте кафедрального Собора Святого Януария в Неаполе. Эта реликвия известна со времён Средневековья (впервые упоминается в хрониках 1389 года). Когда реликвию трижды в год демонстрируют верующим: 19 сентября (в день святого Януария, посвящённый его мученической кончине), 16 декабря (празднование его покровительства Неаполю) и в субботу перед первым воскресеньем мая (в память воссоединения его мощей) кровь святого разжижается и даже вскипает.
Один из самых крупных архитектонических монстранциев (высотой 1,12 м) в виде готического собора из позолоченного серебра с прозрачным цилиндром (ампулой) был создан в Ревеле (Таллин) в 1473—1474 годах. В 1711 году после взятия Ревеля русскими войсками в ходе Северной войны подарен А. Д. Меншиковым царю Петру для будущей Кунсткамеры. Ныне хранится в Санкт-Петербурге в Эрмитаже.
В православной церкви ахитектонический сосуд для хранения ритуального хлеба (артуса) в таинстве Евхаристии называют дарохранительницей, по-гречески — артофорием (греч.  ἀρτοφόριον — хлебоносец). 
Священный сосуд, предназначенный для хранения и изнесения Св. Даров за пределы храма для причащения больных и умирающих — дароносицей.

Реликварий с частицей Животворящего Креста. Церковь Санта-Кроче-ин-Джерусалемме. Рим

Для частиц «Честного Древа» — подлинного креста Распятия изготавливали специальные реликварии — ставротеки (греч.  σταυροθήκη — хранилище креста), чаще изготовленные в виде креста, в который вмонтированы святые реликвии. Монстранции для хранения и демонстрации останков мучеников называли также остенсориум (лат. ostensorium, от лат. ostendere — открывать, выставлять).
В отдельной «Капелле реликвий» (итал. Cappella delle Reliquie) римской церкви Санта-Кроче-ин-Джерусалемме («Святого Креста в Иерусалиме») в специально созданных реликвариях за стеклом хранятся три небольших частицы Животворящего Креста, вмонтированные в позолоченный Реликварий Святого Креста (работа Дж. Валадье, 1803), Титло INRI (табличка со словами «Иисус Назорей, Царь Иудейский» написанными по указанию Понтия Пилата), два шипа из тернового венца Иисуса Христа, один из гвоздей, которыми тело Иисуса было прибито к Кресту, палец апостола Фомы и перекладина одного из крестов разбойников, казнённых вместе с Христом (на отдельной стене). На их подлинности настаивает католическая церковь. Считается, что все реликвии привезла в Рим Святая Елена.
В раннем христианстве частицы иерусалимской Святой земли, кости святых мучеников хранили в евлогиях (лат.  eulogiae — подношение, дар, благословение). На шее носили энколпионы в виде креста из двух створок, соединённых шарнирами (внутри хранили реликвии). Помимо первичных, подлинных святых реликвий существовали «вторичные» — вода, масло, кусочки ткани, освящённые прикосновением к святым мощам. Их также хранили в реликвариях разнообразной формы. По-гречески и славянски переносные реликварии разных типов назывались липсанотеки (от греч. λείψανα «мощи; реликвии»  + θήκη «хранилище»)..

## Антропоморфные реликварии
В XII—XVI веках изготавливали антропоморфные реликварии в форме руки, ноги, головы, в зависимости от останков, которые там хранятся, иногда с миниатюрным окошечком, сквозь которое можно рассмотреть содержимое. Такие реликварии восходят к античным вотивным предметам.
Уникальным произведением искусства является реликварий в виде фигуры Св. Веры (почти в метр высотой), хранящийся во Франции, в аббатстве Сент-Фуа в городе Конк. Фигура сидящей на троне Святой Веры почти в метр высотой выполнена неизвестным мастером из дерева и обшита золотыми пластинами во второй половине IX века. В голове фигуры находится фрагмент черепа святой, а сама голова является древнеримским произведением V века, возможно, изображающим голову императора. В XIV веке к фигуре добавили пару хрустальных шаров, золотую корону, серьги и прочие драгоценности. Руки и кисти из серебра сделаны в XVI веке. В XVIII веке добавлены бронзовые туфли и пластины на коленях.
Для хранения главы святого Януария в 1305 году на средства неаполитанского короля Карла II Хромого провансальскими мастерами был изготовлен антропоморфный реликварий из позолоченного серебра в виде бюста святого.
В средневековой Франции были распространены необычные реликварии — тарели с умбиликом, небольшим выступом в центре (лат.  umbilicus — пуповина). Согласно католическому канону о Вознесении Христа после Распятия и чудесного Воскресения, Его «прославленное тело» достигло небес, но три материальные частицы остались на земле: капли молока Богоматери, пуповина от рождения («умбилик») и крайняя плоть от обрезания Младенца. В парижском музее Клюни хранится реликварий в виде скульптуры, изображающей Мадонну на троне с Младенцем Христом, стоящим на Её правом колене. Пуповину Христа прикрывает тарель, в которую вмонтирована хрустальная капсула (позднейшая вставка) с частицей «умбилика» Христа.

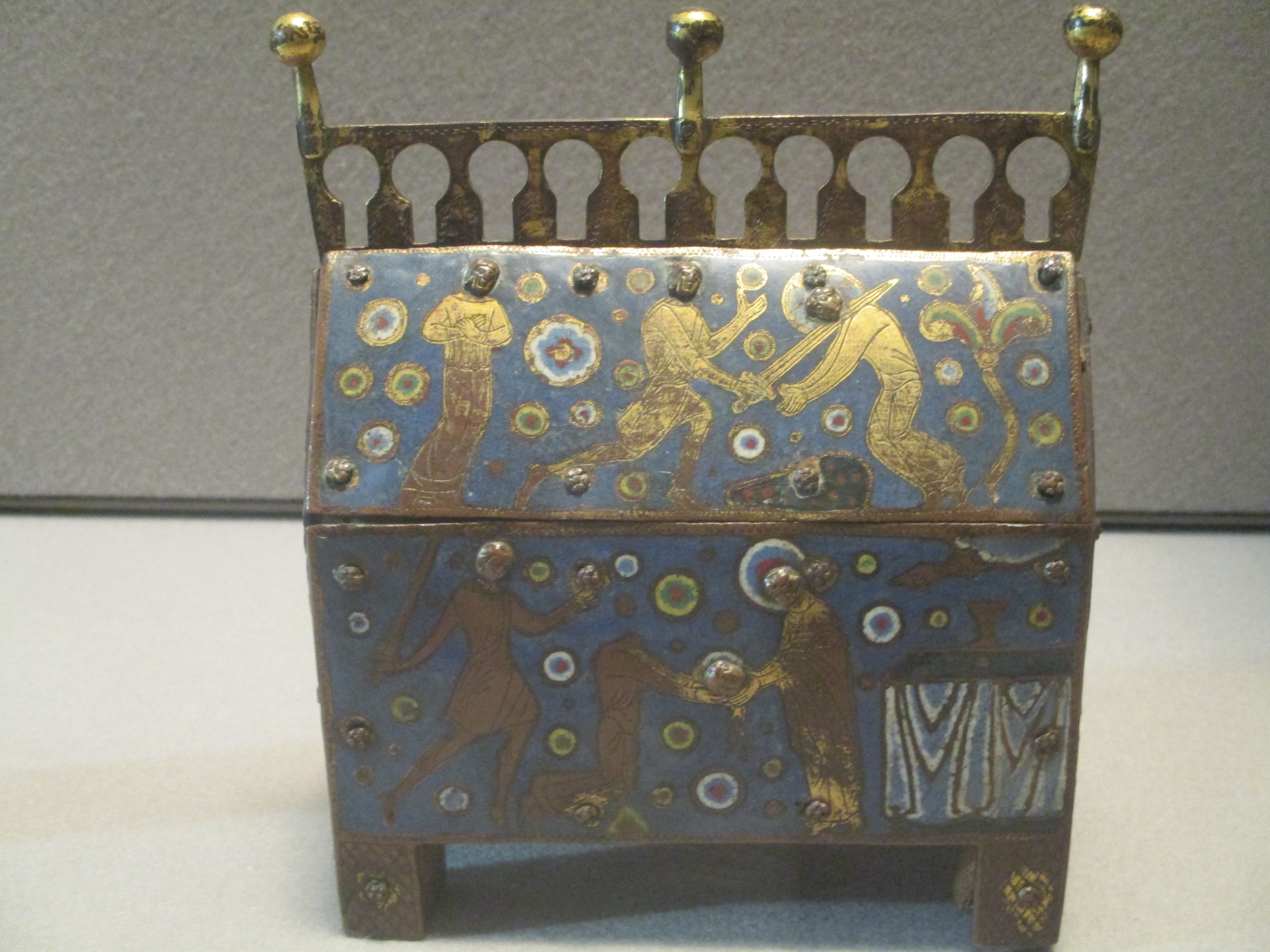
Реликварий Св. Валерия. Начало XIII в. Лимож. Выемчатая эмаль, медь, позолота. Лувр, Париж
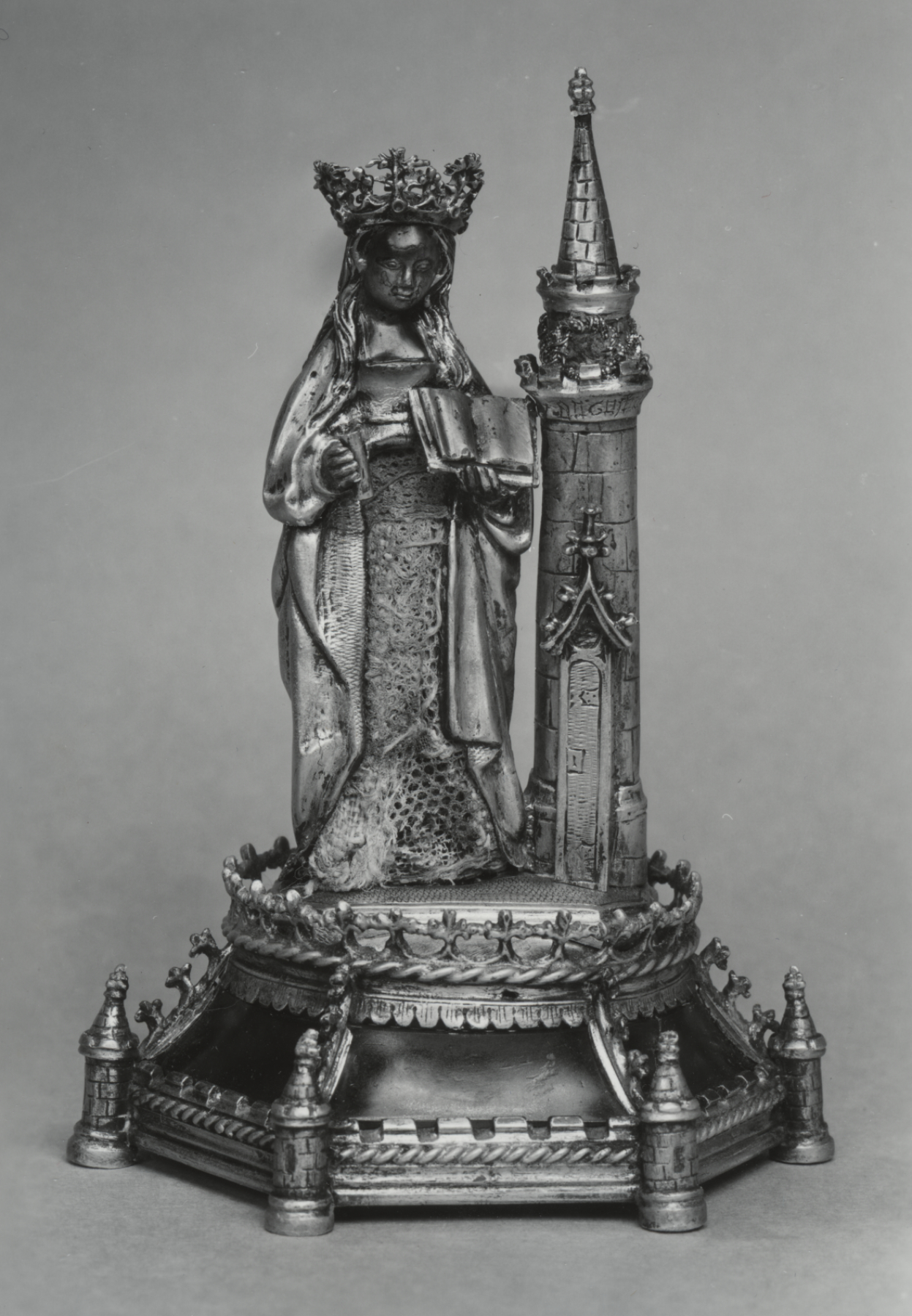
Реликварий Св. Варвары. Германия. Ок. 1500 г. Серебро. Художественный музей Уолтерс, Балтимор
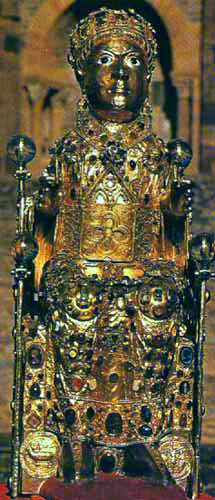
Реликварий Св. Веры. IX—XVIII в. Аббатство Сент-Фуа, Конк
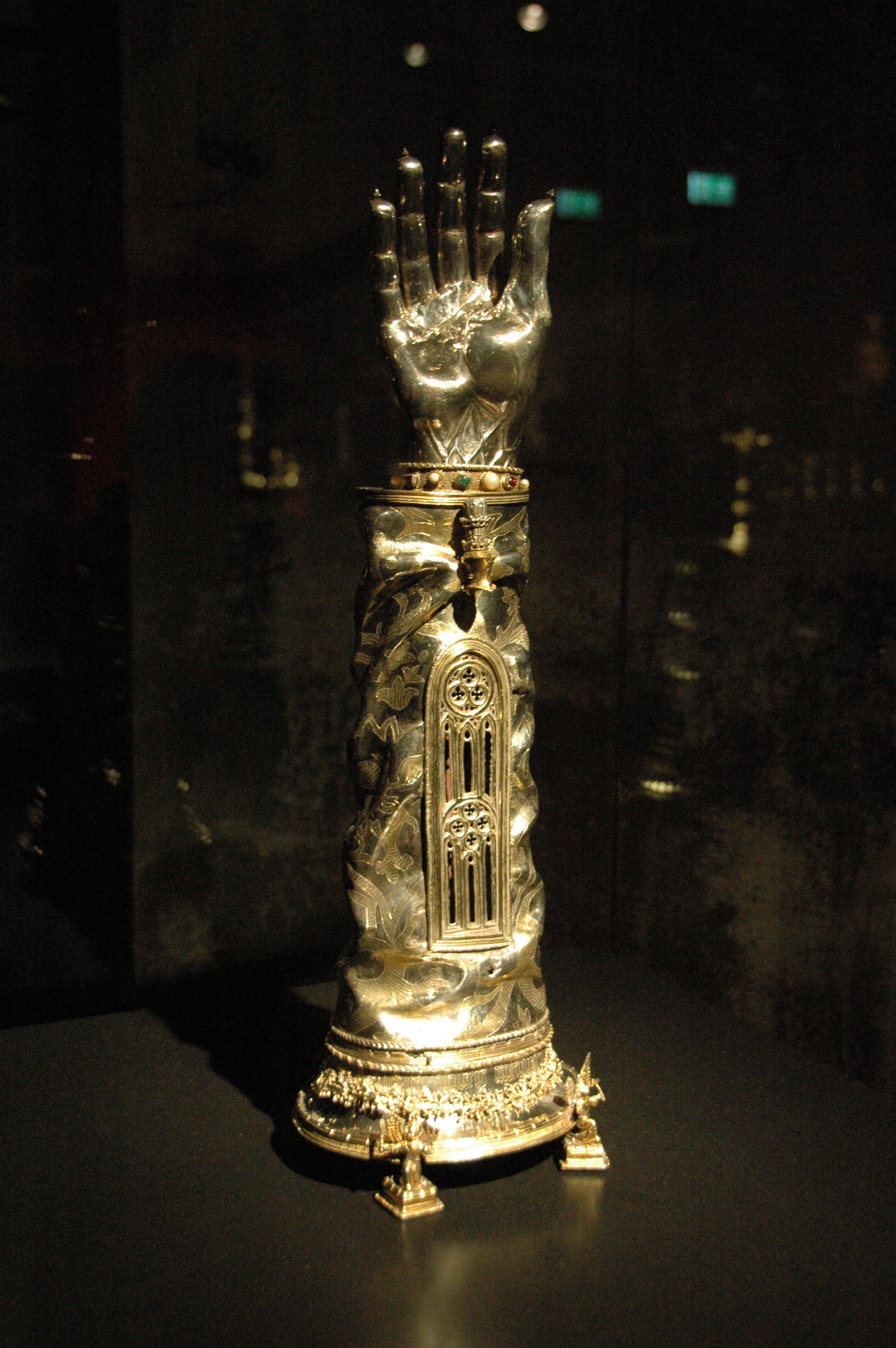
Реликварий Св. Квентина. Сокровищница собора в Эссене
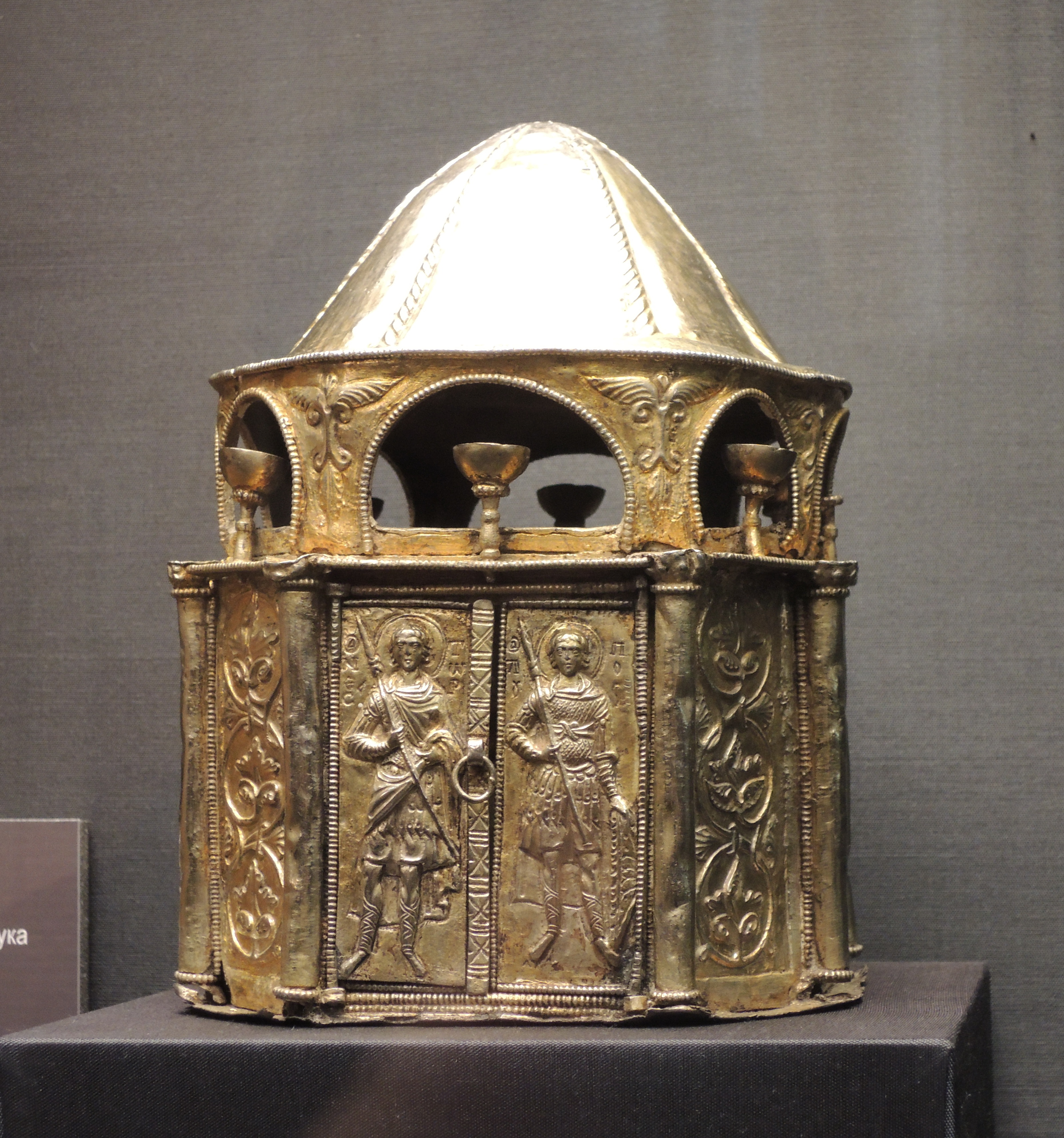
Ковчег Св. Димитрия Солунского. Византия. Константинополь. 1059—1067. Серебро, чеканка, золочение. Музеи Московского Кремля
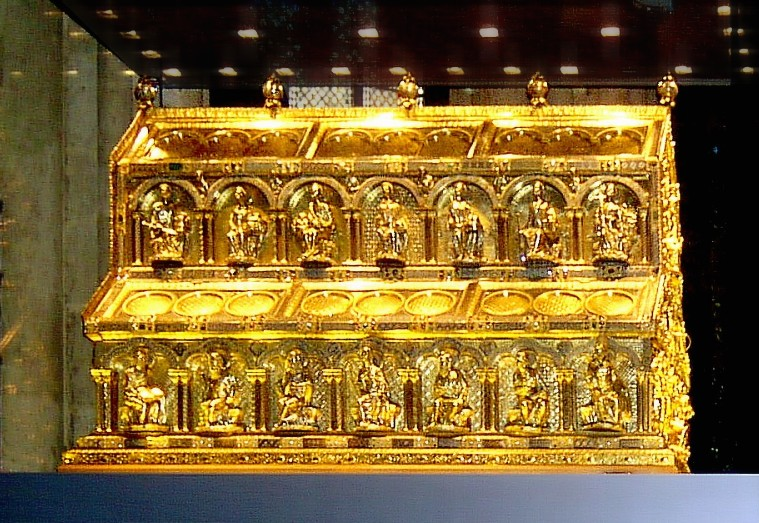
Рака трёх волхвов. 1181—1225. Кёльнский собор
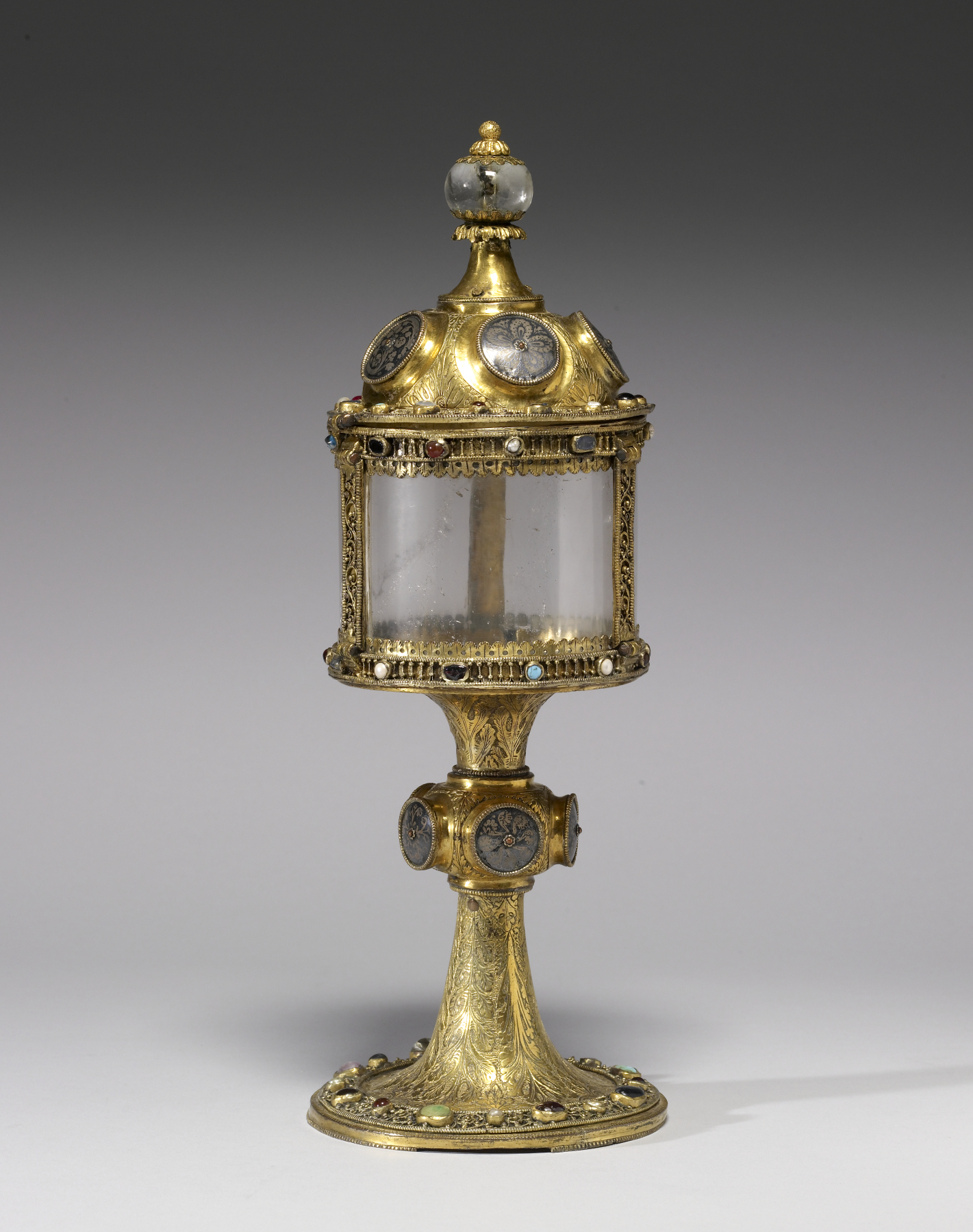
Остенсориум. XIII в. Мозельская школа
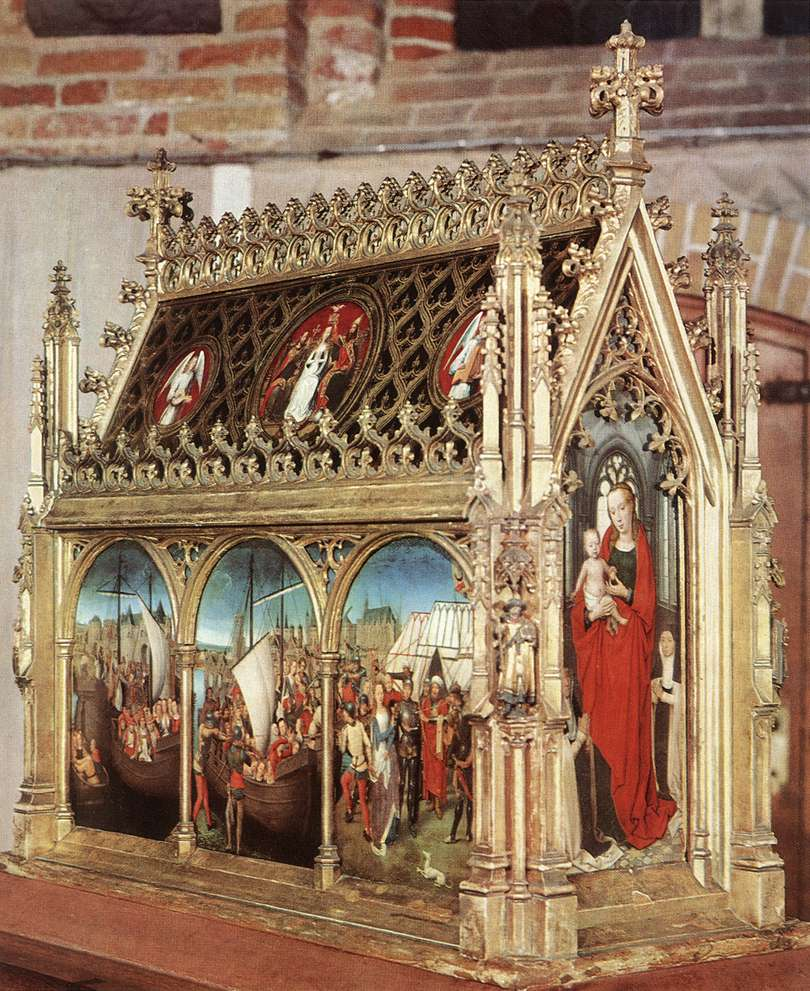
Рака Святой Урсулы. 1489. Дерево, золочение. Роспись Г. Мемлинга. Госпиталь Св. Иоанна, Брюгге
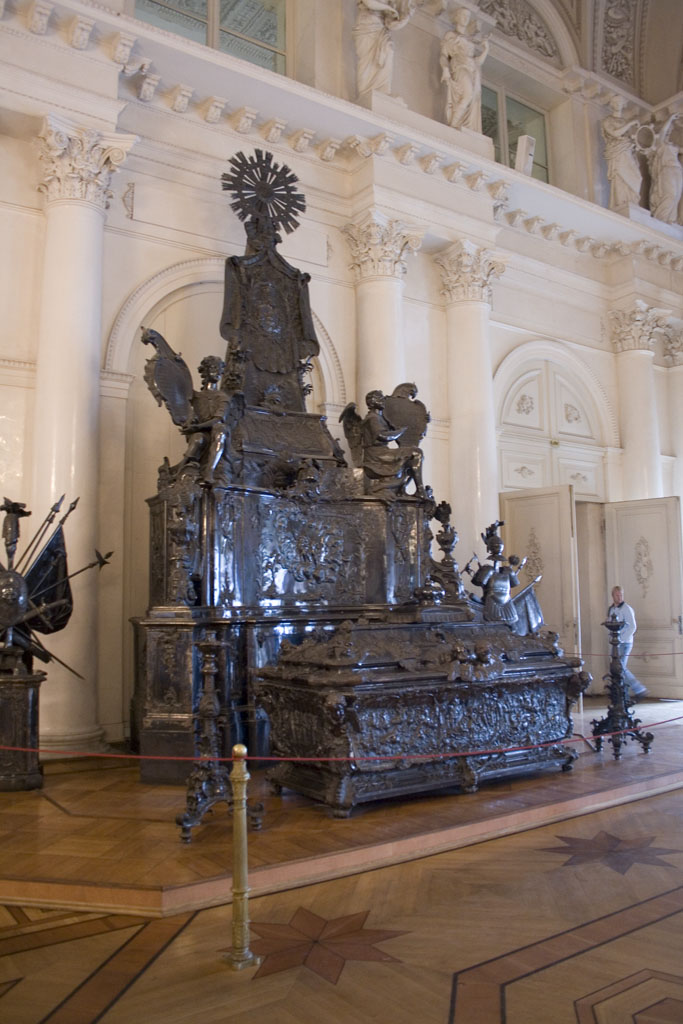
Рака Св. Александра Невского. 1747—1752. Дерево, серебро. Эрмитаж, Санкт-Петербург